# Eleições presidenciais portuguesas de 2016 no distrito de Lisboa
| Eleições presidenciais portuguesas de 2016 Distritos: Aveiro \| Beja \| Braga \| Bragança \| Castelo Branco \| Coimbra \| Évora \| Faro \| Guarda \| Leiria \| Lisboa \| Portalegre \| Porto \| Santarém \| Setúbal \| Viana do Castelo \| Vila Real \| Viseu \| Açores \| Madeira \| Estrangeiro |

## Resultados por Concelho
Os resultados nos concelhos do Distrito de Lisboa foram os seguintes:

### Alenquer
| Candidato               | Candidato                | Votos  | %               |
| ----------------------- | ------------------------ | ------ | --------------- |
|                         | Marcelo Rebelo de Sousa  | 8 271  | 45,98 / 100,00  |
|                         | António Sampaio da Nóvoa | 4 559  | 25,34 / 100,00  |
|                         | Marisa Matias            | 2 006  | 11,15 / 100,00  |
|                         | Edgar Silva              | 1 112  | 6,18 / 100,00   |
|                         | Maria de Belém Roseira   | 1 023  | 5,69 / 100,00   |
|                         | Vitorino Silva           | 545    | 3,03 / 100,00   |
|                         | Paulo de Morais          | 284    | 1,58 / 100,00   |
|                         | Henrique Neto            | 106    | 0,59 / 100,00   |
|                         | Cândido Ferreira         | 43     | 0,24 / 100,00   |
|                         | Jorge Sequeira           | 41     | 0,23 / 100,00   |
| Votos Inválidos         | Votos Inválidos          | 345    | 1,88 / 100,00   |
| Total                   | Total                    | 18 335 | 100,00 / 100,00 |
| Eleitorado/Participação | Eleitorado/Participação  | 34 652 | 52,91 / 100,00  |

| Freguesia                                  | %     | %     | %     | %    | %    | %    | %    | %    | %    | %    | Votantes |
| Freguesia                                  | MRS   | ASN   | MM    | ES   | MBR  | VS   | PM   | HN   | CF   | JS   | Votantes |
| ------------------------------------------ | ----- | ----- | ----- | ---- | ---- | ---- | ---- | ---- | ---- | ---- | -------- |
| Abrigada e Cabanas de Torres               | 41,22 | 27,82 | 11,15 | 9,39 | 5,43 | 2,89 | 1,37 | 0,29 | 0,20 | 0,24 | 2 085    |
| Aldeia Galega da Merceana e Aldeia Gavinha | 46,09 | 25,48 | 11,00 | 7,09 | 6,35 | 2,58 | 0,81 | 0,22 | 0,15 | 0,22 | 1 370    |
| Alenquer (Santo Estêvão e Triana)          | 47,17 | 26,38 | 10,71 | 5,57 | 4,91 | 2,50 | 1,79 | 0,49 | 0,26 | 0,23 | 4 782    |
| Carnota                                    | 48,89 | 24,38 | 11,53 | 3,93 | 5,64 | 2,10 | 2,23 | 0,79 | 0,39 | 0,13 | 778      |
| Carregado e Cadafais                       | 45,41 | 21,74 | 13,78 | 6,80 | 5,30 | 3,59 | 2,09 | 0,96 | 0,13 | 0,20 | 4 698    |
| Meca                                       | 39,72 | 28,75 | 9,84  | 7,06 | 9,58 | 3,40 | 0,63 | 0,50 | 0,38 | 0,13 | 809      |
| Olhalvo                                    | 48,72 | 27,18 | 7,38  | 5,74 | 6,05 | 2,46 | 1,23 | 0,51 | 0,51 | 0,21 | 995      |
| Ota                                        | 48,00 | 25,83 | 10,50 | 5,33 | 3,33 | 3,67 | 1,83 | 0,67 | 0,17 | 0,67 | 613      |
| Ribafria e Pereiro de Palhacana            | 43,59 | 29,30 | 11,22 | 4,23 | 6,12 | 3,79 | 0,87 | 0,58 | 0,15 | 0,15 | 694      |
| Ventosa                                    | 49,95 | 24,68 | 7,39  | 3,79 | 8,07 | 3,60 | 0,97 | 0,68 | 0,58 | 0,29 | 1 040    |
| Vila Verde dos Francos                     | 52,41 | 26,10 | 8,55  | 1,75 | 6,36 | 3,73 | 0,88 | 0    | 0,22 | 0    | 471      |
| Alenquer                                   | 45,98 | 25,34 | 11,15 | 6,18 | 5,69 | 3,03 | 1,58 | 0,59 | 0,24 | 0,23 | 18 335   |

### Amadora
| Candidato               | Candidato                | Votos   | %               |
| ----------------------- | ------------------------ | ------- | --------------- |
|                         | Marcelo Rebelo de Sousa  | 32 373  | 44,38 / 100,00  |
|                         | António Sampaio da Nóvoa | 21 276  | 29,16 / 100,00  |
|                         | Marisa Matias            | 8 036   | 11,02 / 100,00  |
|                         | Maria de Belém Roseira   | 3 906   | 5,35 / 100,00   |
|                         | Edgar Silva              | 3 449   | 4,73 / 100,00   |
|                         | Vitorino Silva           | 1 529   | 2,10 / 100,00   |
|                         | Paulo de Morais          | 1 525   | 2,09 / 100,00   |
|                         | Henrique Neto            | 573     | 0,79 / 100,00   |
|                         | Jorge Sequeira           | 168     | 0,23 / 100,00   |
|                         | Cândido Ferreira         | 117     | 0,16 / 100,00   |
| Votos Inválidos         | Votos Inválidos          | 1 650   | 2,22 / 100,00   |
| Total                   | Total                    | 74 602  | 100,00 / 100,00 |
| Eleitorado/Participação | Eleitorado/Participação  | 143 371 | 52,00 / 100,00  |

| Freguesia             | %     | %     | %     | %    | %    | %    | %    | %    | %    | %    | Votantes |
| Freguesia             | MRS   | ASN   | MM    | MBR  | ES   | VS   | PM   | HN   | JS   | CF   | Votantes |
| --------------------- | ----- | ----- | ----- | ---- | ---- | ---- | ---- | ---- | ---- | ---- | -------- |
| Águas Livres          | 43,55 | 30,32 | 10,82 | 5,39 | 4,81 | 1,87 | 2,10 | 0,72 | 0,23 | 0,18 | 16 057   |
| Alfragide             | 51,20 | 25,91 | 10,57 | 3,70 | 2,55 | 1,66 | 2,74 | 1,42 | 0,12 | 0,12 | 7 717    |
| Encosta do Sol        | 42,42 | 29,08 | 11,49 | 6,62 | 4,99 | 2,30 | 1,79 | 0,75 | 0,36 | 0,19 | 11 260   |
| Falagueira-Venda Nova | 39,77 | 31,47 | 11,33 | 5,89 | 6,31 | 2,09 | 2,16 | 0,66 | 0,21 | 0,10 | 9 715    |
| Mina de Água          | 45,25 | 27,34 | 11,70 | 5,42 | 4,52 | 2,65 | 1,98 | 0,70 | 0,25 | 0,19 | 17 895   |
| Venteira              | 45,37 | 30,63 | 9,84  | 4,64 | 4,79 | 1,66 | 2,05 | 0,73 | 0,16 | 0,14 | 11 958   |
| Amadora               | 44,38 | 29,16 | 11,02 | 5,35 | 4,73 | 2,10 | 2,09 | 0,79 | 0,23 | 0,16 | 74 602   |

### Arruda dos Vinhos
| Candidato               | Candidato                | Votos  | %               |
| ----------------------- | ------------------------ | ------ | --------------- |
|                         | Marcelo Rebelo de Sousa  | 2 903  | 51,15 / 100,00  |
|                         | António Sampaio da Nóvoa | 1 294  | 22,80 / 100,00  |
|                         | Marisa Matias            | 629    | 11,08 / 100,00  |
|                         | Maria de Belém Roseira   | 256    | 4,51 / 100,00   |
|                         | Edgar Silva              | 205    | 3,61 / 100,00   |
|                         | Vitorino Silva           | 201    | 3,54 / 100,00   |
|                         | Paulo de Morais          | 119    | 2,10 / 100,00   |
|                         | Henrique Neto            | 54     | 0,95 / 100,00   |
|                         | Jorge Sequeira           | 12     | 0,21 / 100,00   |
|                         | Cândido Ferreira         | 3      | 0,05 / 100,00   |
| Votos Inválidos         | Votos Inválidos          | 140    | 2,40 / 100,00   |
| Total                   | Total                    | 5 816  | 100,00 / 100,00 |
| Eleitorado/Participação | Eleitorado/Participação  | 10 565 | 55,05 / 100,00  |

| Freguesia           | %     | %     | %     | %    | %    | %    | %    | %    | %    | %    | Votantes |
| Freguesia           | MRS   | ASN   | MM    | MBR  | ES   | VS   | PM   | HN   | JS   | CF   | Votantes |
| ------------------- | ----- | ----- | ----- | ---- | ---- | ---- | ---- | ---- | ---- | ---- | -------- |
| Arranhó             | 55,28 | 21,57 | 9,91  | 4,81 | 2,78 | 3,43 | 0,93 | 1,02 | 0,19 | 0,09 | 1 101    |
| Arruda dos Vinhos   | 50,67 | 22,83 | 11,28 | 4,30 | 3,56 | 3,39 | 2,68 | 0,99 | 0,25 | 0,05 | 3 748    |
| Cardosas            | 51,25 | 20,61 | 12,81 | 4,74 | 7,24 | 2,23 | 0    | 0,84 | 0,28 | 0    | 368      |
| Santiago dos Velhos | 46,40 | 26,20 | 10,96 | 5,14 | 3,25 | 5,48 | 1,88 | 0,68 | 0    | 0    | 599      |
| Arruda dos Vinhos   | 51,15 | 22,80 | 11,08 | 4,51 | 3,61 | 3,54 | 2,10 | 0,95 | 0,21 | 0,05 | 5 816    |

### Azambuja
| Candidato               | Candidato                | Votos  | %               |
| ----------------------- | ------------------------ | ------ | --------------- |
|                         | Marcelo Rebelo de Sousa  | 3 581  | 40,25 / 100,00  |
|                         | António Sampaio da Nóvoa | 2 460  | 27,65 / 100,00  |
|                         | Marisa Matias            | 1 260  | 14,46 / 100,00  |
|                         | Edgar Silva              | 550    | 6,18 / 100,00   |
|                         | Maria de Belém Roseira   | 526    | 5,91 / 100,00   |
|                         | Vitorino Silva           | 263    | 2,96 / 100,00   |
|                         | Paulo de Morais          | 147    | 1,65 / 100,00   |
|                         | Henrique Neto            | 58     | 0,65 / 100,00   |
|                         | Cândido Ferreira         | 30     | 0,34 / 100,00   |
|                         | Jorge Sequeira           | 22     | 0,25 / 100,00   |
| Votos Inválidos         | Votos Inválidos          | 208    | 2,28 / 100,00   |
| Total                   | Total                    | 9 105  | 100,00 / 100,00 |
| Eleitorado/Participação | Eleitorado/Participação  | 17 525 | 51,95 / 100,00  |

| Freguesia                                          | %     | %     | %     | %    | %     | %    | %    | %    | %    | %    | Votantes |
| Freguesia                                          | MRS   | ASN   | MM    | ES   | MBR   | VS   | PM   | HN   | CF   | JS   | Votantes |
| -------------------------------------------------- | ----- | ----- | ----- | ---- | ----- | ---- | ---- | ---- | ---- | ---- | -------- |
| Alcoentre                                          | 42,73 | 27,22 | 11,19 | 4,93 | 7,67  | 2,64 | 2,11 | 0,62 | 0,53 | 0,35 | 1 174    |
| Aveiras de Baixo                                   | 43,99 | 25,32 | 10,23 | 6,66 | 6,98  | 3,08 | 2,92 | 0,65 | 0    | 0,16 | 627      |
| Aveiras de Cima                                    | 37,12 | 29,28 | 17,29 | 5,08 | 4,70  | 3,62 | 1,67 | 0,76 | 0,38 | 0,11 | 1 892    |
| Azambuja                                           | 43,23 | 26,45 | 14,17 | 5,78 | 4,97  | 2,55 | 1,62 | 0,75 | 0,30 | 0,18 | 3 412    |
| Manique do Intendente, V.N. de São Pedro e Maçussa | 36,18 | 29,16 | 13,42 | 9,87 | 6,13  | 3,29 | 0,53 | 0,62 | 0,36 | 0,44 | 1 148    |
| Vale do Paraíso                                    | 32,80 | 32,12 | 16,17 | 6,61 | 7,52  | 2,51 | 1,59 | 0    | 0    | 0,68 | 450      |
| Vila Nova da Rainha                                | 36,64 | 25,70 | 13,99 | 6,62 | 10,43 | 3,56 | 1,78 | 0,25 | 0,76 | 0,25 | 402      |
| Azambuja                                           | 40,25 | 27,65 | 14,16 | 6,18 | 5,91  | 2,96 | 1,65 | 0,65 | 0,34 | 0,25 | 9 105    |

### Cadaval
| Candidato               | Candidato                | Votos  | %               |
| ----------------------- | ------------------------ | ------ | --------------- |
|                         | Marcelo Rebelo de Sousa  | 3 381  | 56,07 / 100,00  |
|                         | António Sampaio da Nóvoa | 1 374  | 22,79 / 100,00  |
|                         | Marisa Matias            | 515    | 8,54 / 100,00   |
|                         | Maria de Belém Roseira   | 284    | 4,71 / 100,00   |
|                         | Vitorino Silva           | 185    | 3,07 / 100,00   |
|                         | Edgar Silva              | 146    | 2,42 / 100,00   |
|                         | Paulo de Morais          | 70     | 1,16 / 100,00   |
|                         | Henrique Neto            | 51     | 0,85 / 100,00   |
|                         | Cândido Ferreira         | 15     | 0,25 / 100,00   |
|                         | Jorge Sequeira           | 9      | 0,15 / 100,00   |
| Votos Inválidos         | Votos Inválidos          | 126    | 2,04 / 100,00   |
| Total                   | Total                    | 6 156  | 100,00 / 100,00 |
| Eleitorado/Participação | Eleitorado/Participação  | 12 371 | 49,76 / 100,00  |

| Freguesia            | %     | %     | %     | %    | %    | %    | %    | %    | %    | %    | Votantes |
| Freguesia            | MRS   | ASN   | MM    | MBR  | VS   | ES   | PM   | HN   | CF   | JS   | Votantes |
| -------------------- | ----- | ----- | ----- | ---- | ---- | ---- | ---- | ---- | ---- | ---- | -------- |
| Alguber              | 55,20 | 25,07 | 7,73  | 6,67 | 2,67 | 1,60 | 0,27 | 0,27 | 0,27 | 0,27 | 385      |
| Cadaval e Pero Moniz | 54,22 | 24,65 | 9,49  | 3,05 | 3,88 | 2,49 | 1,18 | 0,76 | 0,21 | 0,07 | 1 473    |
| Lamas e Cercal       | 50,63 | 26,73 | 9,84  | 4,92 | 3,28 | 2,65 | 0,63 | 0,82 | 0,32 | 0,19 | 1 631    |
| Painho e Figueiros   | 56,79 | 23,66 | 7,47  | 4,48 | 2,62 | 2,86 | 0,50 | 0,87 | 0,62 | 0,12 | 809      |
| Peral                | 56,27 | 17,94 | 12,78 | 3,69 | 0,98 | 3,44 | 3,19 | 0,98 | 0,25 | 0,49 | 417      |
| Vermelha             | 63,71 | 15,76 | 5,91  | 7,22 | 2,63 | 2,79 | 1,15 | 0,82 | 0    | 0    | 624      |
| Vilar                | 63,90 | 17,49 | 5,58  | 5,21 | 3,23 | 0,99 | 2,23 | 1,24 | 0    | 0,12 | 817      |
| Cadaval              | 56,07 | 22,79 | 8,54  | 4,71 | 3,07 | 2,42 | 1,16 | 0,85 | 0,25 | 0,15 | 6 156    |

### Cascais
| Candidato               | Candidato                | Votos   | %               |
| ----------------------- | ------------------------ | ------- | --------------- |
|                         | Marcelo Rebelo de Sousa  | 53 679  | 59,26 / 100,00  |
|                         | António Sampaio da Nóvoa | 19 797  | 21,86 / 100,00  |
|                         | Marisa Matias            | 7 097   | 7,83 / 100,00   |
|                         | Maria de Belém Roseira   | 2 905   | 3,21 / 100,00   |
|                         | Paulo de Morais          | 2 385   | 2,63 / 100,00   |
|                         | Edgar Silva              | 2 357   | 2,60 / 100,00   |
|                         | Vitorino Silva           | 1 205   | 1,33 / 100,00   |
|                         | Henrique Neto            | 895     | 0,99 / 100,00   |
|                         | Jorge Sequeira           | 155     | 0,17 / 100,00   |
|                         | Cândido Ferreira         | 107     | 0,12 / 100,00   |
| Votos Inválidos         | Votos Inválidos          | 1 759   | 1,91 / 100,00   |
| Total                   | Total                    | 92 341  | 100,00 / 100,00 |
| Eleitorado/Participação | Eleitorado/Participação  | 174 658 | 52,90 / 100,00  |

| Freguesia            | %     | %     | %     | %    | %    | %    | %    | %    | %    | %    | Votantes |
| Freguesia            | MRS   | ASN   | MM    | MBR  | PM   | ES   | VS   | HN   | JS   | CF   | Votantes |
| -------------------- | ----- | ----- | ----- | ---- | ---- | ---- | ---- | ---- | ---- | ---- | -------- |
| Alcabideche          | 61,11 | 19,76 | 7,84  | 3,82 | 2,32 | 2,49 | 1,54 | 0,82 | 0,16 | 0,13 | 16 651   |
| Carcavelos e Parede  | 56,69 | 25,08 | 7,70  | 2,83 | 3,06 | 2,34 | 0,99 | 1,06 | 0,13 | 0,10 | 22 617   |
| Cascais e Estoril    | 67,27 | 17,69 | 6,10  | 2,33 | 2,61 | 1,77 | 0,83 | 1,18 | 0,15 | 0,09 | 28 699   |
| São Domingos de Rana | 50,92 | 25,22 | 10,01 | 4,17 | 2,48 | 3,91 | 2,09 | 0,81 | 0,24 | 0,16 | 24 374   |
| Cascais              | 59,26 | 21,86 | 7,83  | 3,21 | 2,63 | 2,60 | 1,33 | 0,99 | 0,17 | 0,12 | 92 341   |

### Lisboa
| Candidato               | Candidato                | Votos   | %               |
| ----------------------- | ------------------------ | ------- | --------------- |
|                         | Marcelo Rebelo de Sousa  | 136 764 | 50,41 / 100,00  |
|                         | António Sampaio da Nóvoa | 72 891  | 26,87 / 100,00  |
|                         | Marisa Matias            | 25 541  | 9,41 / 100,00   |
|                         | Maria de Belém Roseira   | 11 088  | 4,09 / 100,00   |
|                         | Edgar Silva              | 8 965   | 3,30 / 100,00   |
|                         | Paulo de Morais          | 6 590   | 2,43 / 100,00   |
|                         | Vitorino Silva           | 4 432   | 1,63 / 100,00   |
|                         | Henrique Neto            | 4 203   | 1,55 / 100,00   |
|                         | Jorge Sequeira           | 500     | 0,18 / 100,00   |
|                         | Cândido Ferreira         | 349     | 0,13 / 100,00   |
| Votos Inválidos         | Votos Inválidos          | 6 206   | 2,23 / 100,00   |
| Total                   | Total                    | 277 529 | 100,00 / 100,00 |
| Eleitorado/Participação | Eleitorado/Participação  | 495 867 | 55,97 / 100,00  |

| Freguesia               | %     | %     | %     | %    | %    | %    | %    | %    | %    | %    | Votantes |
| Freguesia               | MRS   | ASN   | MM    | MBR  | ES   | PM   | VS   | HN   | JS   | CF   | Votantes |
| ----------------------- | ----- | ----- | ----- | ---- | ---- | ---- | ---- | ---- | ---- | ---- | -------- |
| Ajuda                   | 39,77 | 32,91 | 10,38 | 5,09 | 6,09 | 2,39 | 2,16 | 0,79 | 0,23 | 0,19 | 7 066    |
| Alcântara               | 45,19 | 29,84 | 9,74  | 4,23 | 5,02 | 2,64 | 1,63 | 1,34 | 0,17 | 0,20 | 6 769    |
| Alvalade                | 57,77 | 23,71 | 7,40  | 3,14 | 2,35 | 2,52 | 1,12 | 1,78 | 0,15 | 0,06 | 18 203   |
| Areeiro                 | 57,62 | 23,63 | 7,69  | 2,81 | 1,86 | 2,77 | 1,41 | 1,99 | 0,13 | 0,08 | 11 925   |
| Arroios                 | 47,85 | 28,51 | 11,27 | 3,47 | 3,40 | 2,42 | 1,40 | 1,40 | 0,18 | 0,08 | 15 044   |
| Avenidas Novas          | 60,09 | 22,77 | 6,51  | 3,00 | 1,72 | 2,41 | 1,07 | 2,22 | 0,15 | 0,07 | 13 312   |
| Beato                   | 41,35 | 30,39 | 12,05 | 5,43 | 5,31 | 2,09 | 1,95 | 0,86 | 0,28 | 0,29 | 5 922    |
| Belém                   | 59,98 | 22,57 | 6,54  | 2,97 | 2,04 | 2,49 | 1,18 | 2,03 | 0,14 | 0,07 | 8 972    |
| Benfica                 | 47,97 | 29,73 | 9,49  | 4,07 | 3,31 | 2,37 | 1,55 | 1,28 | 0,13 | 0,11 | 19 525   |
| Campo de Ourique        | 52,59 | 26,00 | 9,38  | 3,88 | 2,95 | 2,27 | 1,28 | 1,42 | 0,14 | 0,08 | 12 203   |
| Campolide               | 49,18 | 27,26 | 10,04 | 4,65 | 3,22 | 2,00 | 1,75 | 1,64 | 0,17 | 0,09 | 7 128    |
| Carnide                 | 49,46 | 26,04 | 9,57  | 4,84 | 3,85 | 2,48 | 1,92 | 1,52 | 0,23 | 0,08 | 9 671    |
| Estrela                 | 60,47 | 21,72 | 6,49  | 3,39 | 2,98 | 1,93 | 1,36 | 1,47 | 0,12 | 0,07 | 10 154   |
| Lumiar                  | 55,27 | 24,61 | 7,61  | 3,50 | 2,08 | 3,08 | 1,45 | 2,09 | 0,18 | 0,13 | 23 758   |
| Marvila                 | 38,27 | 30,65 | 13,18 | 6,76 | 4,89 | 1,81 | 3,03 | 0,87 | 0,32 | 0,24 | 15 822   |
| Misericórdia            | 45,67 | 29,25 | 11,34 | 4,39 | 3,73 | 1,97 | 1,71 | 1,64 | 0,14 | 0,15 | 6 043    |
| Olivais                 | 43,99 | 30,22 | 10,39 | 5,14 | 4,18 | 2,37 | 2,09 | 1,20 | 0,23 | 0,18 | 17 406   |
| Parque das Nações       | 51,88 | 25,86 | 8,25  | 4,21 | 2,08 | 3,51 | 1,57 | 2,37 | 0,16 | 0,12 | 9 910    |
| Penha de França         | 44,30 | 29,32 | 12,63 | 4,36 | 4,14 | 2,31 | 1,62 | 0,97 | 0,17 | 0,17 | 13 206   |
| Santa Clara             | 44,71 | 25,65 | 12,34 | 5,67 | 4,43 | 2,26 | 2,87 | 1,43 | 0,33 | 0,31 | 8 459    |
| Santa Maria Maior       | 40,85 | 30,44 | 11,74 | 4,85 | 6,24 | 1,79 | 1,77 | 1,77 | 0,32 | 0,22 | 5 084    |
| Santo António           | 53,96 | 24,86 | 9,49  | 3,16 | 2,76 | 2,18 | 1,49 | 1,82 | 0,19 | 0,11 | 6 552    |
| São Domingos de Benfica | 56,44 | 25,11 | 7,52  | 3,07 | 2,20 | 2,63 | 1,20 | 1,65 | 0,11 | 0,08 | 18 705   |
| São Vicente             | 42,78 | 31,12 | 11,44 | 4,54 | 5,14 | 2,02 | 1,51 | 1,07 | 0,26 | 0,11 | 6 690    |
| Lisboa                  | 50,41 | 26,87 | 9,41  | 4,09 | 3,30 | 2,43 | 1,63 | 1,55 | 0,18 | 0,13 | 277 529  |

### Loures
| Candidato               | Candidato                | Votos   | %               |
| ----------------------- | ------------------------ | ------- | --------------- |
|                         | Marcelo Rebelo de Sousa  | 38 791  | 43,78 / 100,00  |
|                         | António Sampaio da Nóvoa | 24 006  | 27,09 / 100,00  |
|                         | Marisa Matias            | 9 386   | 10,59 / 100,00  |
|                         | Edgar Silva              | 5 817   | 6,57 / 100,00   |
|                         | Maria de Belém Roseira   | 5 426   | 6,12 / 100,00   |
|                         | Vitorino Silva           | 2 237   | 2,52 / 100,00   |
|                         | Paulo de Morais          | 1 807   | 2,04 / 100,00   |
|                         | Henrique Neto            | 687     | 0,78 / 100,00   |
|                         | Jorge Sequeira           | 250     | 0,28 / 100,00   |
|                         | Cândido Ferreira         | 198     | 0,22 / 100,00   |
| Votos Inválidos         | Votos Inválidos          | 2 055   | 2,27 / 100,00   |
| Total                   | Total                    | 90 660  | 100,00 / 100,00 |
| Eleitorado/Participação | Eleitorado/Participação  | 165 587 | 54,75 / 100,00  |

| Freguesia                                         | %     | %     | %     | %     | %    | %    | %    | %    | %    | %    | Votantes |
| Freguesia                                         | MRS   | ASN   | MM    | ES    | MBR  | VS   | PM   | HN   | JS   | CF   | Votantes |
| ------------------------------------------------- | ----- | ----- | ----- | ----- | ---- | ---- | ---- | ---- | ---- | ---- | -------- |
| Bucelas                                           | 38,31 | 28,28 | 12,04 | 7,83  | 6,85 | 3,28 | 1,91 | 0,88 | 0,39 | 0,24 | 2 085    |
| Camarate, Unhos e Apelação                        | 41,80 | 25,94 | 12,31 | 7,90  | 6,39 | 2,84 | 1,55 | 0,63 | 0,34 | 0,30 | 12 884   |
| Fanhões                                           | 44,86 | 23,90 | 8,81  | 8,24  | 8,56 | 1,79 | 2,69 | 0,73 | 0,16 | 0,24 | 1 250    |
| Loures                                            | 47,13 | 24,19 | 10,29 | 4,88  | 6,93 | 2,83 | 2,36 | 0,95 | 0,25 | 0,19 | 13 277   |
| Lousa                                             | 50,98 | 23,79 | 10,05 | 5,14  | 4,46 | 3,25 | 1,44 | 0,45 | 0,45 | 0    | 1 370    |
| Moscavide e Portela                               | 51,38 | 27,61 | 7,23  | 3,94  | 4,70 | 1,38 | 2,27 | 1,17 | 0,19 | 0,13 | 11 664   |
| Sacavém e Prior Velho                             | 41,90 | 29,91 | 9,86  | 7,14  | 5,86 | 2,20 | 1,94 | 0,73 | 0,28 | 0,19 | 10 800   |
| Santa Iria de Azoia, São João da Talha e Bobadela | 39,33 | 28,93 | 11,06 | 8,25  | 6,59 | 2,65 | 1,89 | 0,61 | 0,34 | 0,34 | 21 846   |
| Santo Antão e São Julião do Tojal                 | 40,07 | 25,45 | 10,65 | 10,82 | 7,13 | 3,29 | 1,48 | 0,74 | 0,20 | 0,17 | 3 608    |
| Santo António dos Cavaleiros e Frielas            | 45,75 | 26,15 | 12,16 | 4,45  | 5,21 | 2,65 | 2,54 | 0,71 | 0,24 | 0,13 | 11 876   |
| Loures                                            | 43,78 | 27,09 | 10,59 | 6,57  | 6,12 | 2,52 | 2,04 | 0,78 | 0,28 | 0,22 | 90 660   |

### Lourinhã
| Candidato               | Candidato                | Votos  | %               |
| ----------------------- | ------------------------ | ------ | --------------- |
|                         | Marcelo Rebelo de Sousa  | 7 287  | 64,84 / 100,00  |
|                         | António Sampaio da Nóvoa | 1 785  | 15,90 / 100,00  |
|                         | Marisa Matias            | 970    | 8,64 / 100,00   |
|                         | Maria de Belém Roseira   | 390    | 3,47 / 100,00   |
|                         | Vitorino Silva           | 298    | 2,65 / 100,00   |
|                         | Paulo de Morais          | 203    | 1,81 / 100,00   |
|                         | Edgar Silva              | 170    | 1,51 / 100,00   |
|                         | Henrique Neto            | 88     | 0,78 / 100,00   |
|                         | Cândido Ferreira         | 25     | 0,22 / 100,00   |
|                         | Jorge Sequeira           | 13     | 0,12 / 100,00   |
| Votos Inválidos         | Votos Inválidos          | 292    | 2,54 / 100,00   |
| Total                   | Total                    | 11 521 | 100,00 / 100,00 |
| Eleitorado/Participação | Eleitorado/Participação  | 23 025 | 50,04 / 100,00  |

| Freguesia                           | %     | %     | %     | %    | %    | %    | %    | %    | %    | %    | Votantes |
| Freguesia                           | MRS   | ASN   | MM    | MBR  | VS   | PM   | ES   | HN   | CF   | JS   | Votantes |
| ----------------------------------- | ----- | ----- | ----- | ---- | ---- | ---- | ---- | ---- | ---- | ---- | -------- |
| Lourinhã e Atalaia                  | 61,55 | 17,75 | 9,59  | 3,58 | 2,54 | 2,15 | 1,63 | 0,91 | 0,21 | 0,10 | 5 288    |
| Miragaia e Marteleira               | 67,14 | 14,99 | 8,54  | 3,87 | 2,27 | 1,17 | 1,11 | 0,61 | 0,25 | 0,06 | 1 669    |
| Moita dos Ferreiros                 | 78,89 | 9,37  | 4,35  | 1,58 | 2,90 | 0,92 | 0,40 | 0,92 | 0,53 | 0,13 | 771      |
| Reguengo Grande                     | 56,83 | 20,14 | 10,58 | 3,41 | 2,56 | 1,02 | 4,44 | 0,51 | 0,34 | 0,17 | 606      |
| Ribamar                             | 70,76 | 12,49 | 6,68  | 4,60 | 1,31 | 1,75 | 1,31 | 0,88 | 0,22 | 0    | 939      |
| Santa Bárbara                       | 70,07 | 13,81 | 7,31  | 3,13 | 3,02 | 1,51 | 0,58 | 0,35 | 0,12 | 0,12 | 888      |
| São Bartolomeu dos Galegos e Moledo | 63,42 | 15,86 | 9,73  | 3,30 | 3,92 | 0,94 | 1,73 | 0,78 | 0    | 0,31 | 656      |
| Vimeiro                             | 63,25 | 14,93 | 8,05  | 2,93 | 4,39 | 3,66 | 1,61 | 0,73 | 0,15 | 0,29 | 704      |
| Lourinhã                            | 64,89 | 15,90 | 8,64  | 3,47 | 2,65 | 1,81 | 1,51 | 0,78 | 0,22 | 0,12 | 11 521   |

### Mafra
| Candidato               | Candidato                | Votos  | %               |
| ----------------------- | ------------------------ | ------ | --------------- |
|                         | Marcelo Rebelo de Sousa  | 18 565 | 56,17 / 100,00  |
|                         | António Sampaio da Nóvoa | 6 560  | 19,85 / 100,00  |
|                         | Marisa Matias            | 3 553  | 10,75 / 100,00  |
|                         | Maria de Belém Roseira   | 1 344  | 4,07 / 100,00   |
|                         | Vitorino Silva           | 979    | 2,96 / 100,00   |
|                         | Paulo de Morais          | 893    | 2,70 / 100,00   |
|                         | Edgar Silva              | 739    | 2,24 / 100,00   |
|                         | Henrique Neto            | 284    | 0,86 / 100,00   |
|                         | Jorge Sequeira           | 75     | 0,23 / 100,00   |
|                         | Cândido Ferreira         | 59     | 0,18 / 100,00   |
| Votos Inválidos         | Votos Inválidos          | 813    | 2,41 / 100,00   |
| Total                   | Total                    | 33 864 | 100,00 / 100,00 |
| Eleitorado/Participação | Eleitorado/Participação  | 61 877 | 54,73 / 100,00  |

| Freguesia                                        | %     | %     | %     | %    | %    | %    | %    | %    | %    | %    | Votantes |
| Freguesia                                        | MRS   | ASN   | MM    | MBR  | VS   | PM   | ES   | HN   | JS   | CF   | Votantes |
| ------------------------------------------------ | ----- | ----- | ----- | ---- | ---- | ---- | ---- | ---- | ---- | ---- | -------- |
| Azueira e Sobral da Abelheira                    | 55,44 | 19,78 | 9,38  | 6,72 | 2,93 | 1,44 | 2,61 | 1,17 | 0,37 | 0,16 | 1 925    |
| Carvoeira                                        | 53,89 | 20,31 | 13,37 | 2,18 | 2,38 | 3,32 | 2,80 | 1,55 | 0,10 | 0,10 | 989      |
| Encarnação                                       | 71,29 | 11,60 | 6,83  | 3,10 | 2,41 | 2,41 | 1,08 | 0,79 | 0,20 | 0,29 | 2 084    |
| Enxara do Bispo, Gradil e Vila Franca do Rosário | 52,09 | 23,21 | 11,54 | 4,04 | 3,91 | 2,09 | 2,35 | 0,33 | 0    | 0,46 | 1 561    |
| Ericeira                                         | 53,27 | 22,36 | 11,38 | 3,70 | 2,77 | 3,03 | 2,08 | 0,92 | 0,30 | 0,18 | 4 416    |
| Igreja Nova e Cheleiros                          | 57,14 | 20,79 | 10,07 | 4,47 | 3,07 | 1,94 | 1,40 | 1,08 | 0    | 0,05 | 1 910    |
| Mafra                                            | 53,26 | 22,21 | 11,26 | 3,77 | 2,58 | 3,43 | 2,41 | 0,64 | 0,27 | 0,18 | 8 119    |
| Malveira e São Miguel de Alcainça                | 56,95 | 17,33 | 11,53 | 4,36 | 2,96 | 2,87 | 2,87 | 0,87 | 0,22 | 0,03 | 3 275    |
| Milharado                                        | 56,75 | 18,31 | 11,66 | 4,49 | 3,33 | 1,97 | 2,07 | 1,03 | 0,13 | 0,26 | 3 178    |
| Santo Isidoro                                    | 59,24 | 16,97 | 11,39 | 4,40 | 1,83 | 3,28 | 1,83 | 0,75 | 0,27 | 0,05 | 1 909    |
| Venda do Pinheiro e Santo Estêvão das Galés      | 56,82 | 19,44 | 9,56  | 3,88 | 3,47 | 2,92 | 2,46 | 0,94 | 0,30 | 0,21 | 4 498    |
| Mafra                                            | 56,17 | 19,85 | 10,75 | 4,07 | 2,96 | 2,70 | 2,24 | 0,86 | 0,23 | 0,18 | 33 864   |

### Odivelas
| Candidato               | Candidato                | Votos   | %               |
| ----------------------- | ------------------------ | ------- | --------------- |
|                         | Marcelo Rebelo de Sousa  | 30 528  | 48,11 / 100,00  |
|                         | António Sampaio da Nóvoa | 17 187  | 27,09 / 100,00  |
|                         | Marisa Matias            | 6 414   | 10,11 / 100,00  |
|                         | Maria de Belém Roseira   | 3 083   | 4,86 / 100,00   |
|                         | Edgar Silva              | 2 403   | 3,79 / 100,00   |
|                         | Vitorino Silva           | 1 705   | 2,69 / 100,00   |
|                         | Paulo de Morais          | 1 437   | 2,26 / 100,00   |
|                         | Henrique Neto            | 444     | 0,70 / 100,00   |
|                         | Jorge Sequeira           | 129     | 0,20 / 100,00   |
|                         | Cândido Ferreira         | 120     | 0,19 / 100,00   |
| Votos Inválidos         | Votos Inválidos          | 1 477   | 2,28 / 100,00   |
| Total                   | Total                    | 64 927  | 100,00 / 100,00 |
| Eleitorado/Participação | Eleitorado/Participação  | 123 555 | 52,55 / 100,00  |

| Partido                              | %     | %     | %     | %    | %    | %    | %    | %    | %    | %    | Votantes |
| Partido                              | MRS   | ASN   | MM    | MBR  | ES   | VS   | PM   | HN   | JS   | CF   | Votantes |
| ------------------------------------ | ----- | ----- | ----- | ---- | ---- | ---- | ---- | ---- | ---- | ---- | -------- |
| Odivelas                             | 48,87 | 27,50 | 9,60  | 4,45 | 3,61 | 2,54 | 2,44 | 0,68 | 0,16 | 0,16 | 26 784   |
| Pontinha e Famões                    | 46,55 | 27,63 | 10,20 | 5,37 | 4,00 | 3,08 | 2,00 | 0,66 | 0,27 | 0,25 | 15 058   |
| Póvoa de Santo Adrião e Olival Basto | 45,86 | 28,33 | 9,97  | 5,71 | 4,49 | 2,24 | 2,15 | 0,80 | 0,23 | 0,23 | 8 031    |
| Ramada e Caneças                     | 49,53 | 25,15 | 11,01 | 4,63 | 3,51 | 2,81 | 2,28 | 0,72 | 0,20 | 0,16 | 15 054   |
| Odivelas                             | 48,11 | 27,09 | 10,11 | 4,86 | 3,79 | 2,69 | 2,26 | 0,70 | 0,20 | 0,19 | 64 927   |

### Oeiras
| Candidato               | Candidato                | Votos   | %               |
| ----------------------- | ------------------------ | ------- | --------------- |
|                         | Marcelo Rebelo de Sousa  | 42 556  | 51,62 / 100,00  |
|                         | António Sampaio da Nóvoa | 22 405  | 27,18 / 100,00  |
|                         | Marisa Matias            | 7 719   | 8,71 / 100,00   |
|                         | Maria de Belém Roseira   | 2 843   | 3,45 / 100,00   |
|                         | Paulo de Morais          | 2 477   | 3,00 / 100,00   |
|                         | Edgar Silva              | 2 446   | 2,97 / 100,00   |
|                         | Vitorino Silva           | 1 323   | 1,60 / 100,00   |
|                         | Henrique Neto            | 988     | 1,20 / 100,00   |
|                         | Jorge Sequeira           | 140     | 0,17 / 100,00   |
|                         | Cândido Ferreira         | 80      | 0,10 / 100,00   |
| Votos Inválidos         | Votos Inválidos          | 1 819   | 2,16 / 100,00   |
| Total                   | Total                    | 84 256  | 100,00 / 100,00 |
| Eleitorado/Participação | Eleitorado/Participação  | 145 219 | 58,02 / 100,00  |

| Freguesia                                      | %     | %     | %     | %    | %    | %    | %    | %    | %    | %    | Votantes |
| Freguesia                                      | MRS   | ASN   | MM    | MBR  | PM   | ES   | VS   | HN   | JS   | CF   | Votantes |
| ---------------------------------------------- | ----- | ----- | ----- | ---- | ---- | ---- | ---- | ---- | ---- | ---- | -------- |
| Algés, Linda-a-Velha e Cruz Quebrada - Dafundo | 52,66 | 27,41 | 7,83  | 3,46 | 2,82 | 2,85 | 1,40 | 1,36 | 0,14 | 0,08 | 24 509   |
| Barcarena                                      | 48,67 | 26,23 | 10,46 | 4,11 | 3,24 | 3,71 | 2,37 | 0,84 | 0,24 | 0,12 | 6 825    |
| Carnaxide e Queijas                            | 50,65 | 26,60 | 9,00  | 3,77 | 3,14 | 3,57 | 1,88 | 1,11 | 0,18 | 0,11 | 17 462   |
| Oeiras e São Julião da Barra                   | 53,57 | 27,14 | 8,18  | 2,91 | 3,09 | 2,37 | 1,26 | 1,25 | 0,16 | 0,07 | 29 053   |
| Porto Salvo                                    | 44,55 | 29,05 | 11,85 | 4,29 | 2,74 | 3,71 | 2,40 | 0,99 | 0,21 | 0,22 | 6 407    |
| Oeiras                                         | 51,62 | 27,18 | 8,71  | 3,45 | 3,00 | 2,97 | 1,60 | 1,20 | 0,17 | 0,10 | 84 256   |

### Sintra
| Candidato               | Candidato                | Votos   | %               |
| ----------------------- | ------------------------ | ------- | --------------- |
|                         | Marcelo Rebelo de Sousa  | 72 910  | 49,47 / 100,00  |
|                         | António Sampaio da Nóvoa | 37 269  | 25,29 / 100,00  |
|                         | Marisa Matias            | 16 301  | 11,06 / 100,00  |
|                         | Maria de Belém Roseira   | 6 937   | 4,71 / 100,00   |
|                         | Edgar Silva              | 5 486   | 3,72 / 100,00   |
|                         | Vitorino Silva           | 3 635   | 2,47 / 100,00   |
|                         | Paulo de Morais          | 3 282   | 2,23 / 100,00   |
|                         | Henrique Neto            | 1 029   | 0,70 / 100,00   |
|                         | Jorge Sequeira           | 331     | 0,22 / 100,00   |
|                         | Cândido Ferreira         | 213     | 0,14 / 100,00   |
| Votos Inválidos         | Votos Inválidos          | 3 425   | 2,27 / 100,00   |
| Total                   | Total                    | 150 818 | 100,00 / 100,00 |
| Eleitorado/Participação | Eleitorado/Participação  | 306 878 | 49,15 / 100,00  |

| Freguesia                                     | %     | %     | %     | %    | %    | %    | %    | %    | %    | %    | Votantes |
| Freguesia                                     | MRS   | ASN   | MM    | MBR  | ES   | VS   | PM   | HN   | JS   | CF   | Votantes |
| --------------------------------------------- | ----- | ----- | ----- | ---- | ---- | ---- | ---- | ---- | ---- | ---- | -------- |
| Agualva e Mira-Sintra                         | 45,50 | 28,35 | 11,01 | 5,57 | 4,45 | 2,24 | 1,94 | 0,49 | 0,27 | 0,17 | 16 169   |
| Algueirão - Mem Martins                       | 49,30 | 24,73 | 12,11 | 4,43 | 3,69 | 2,49 | 2,18 | 0,62 | 0,27 | 0,17 | 25 050   |
| Almargem do Bispo, Pero Pinheiro e Montelavar | 54,76 | 21,00 | 9,18  | 5,33 | 4,17 | 2,48 | 1,84 | 0,67 | 0,32 | 0,25 | 7 444    |
| Cacém e São Marcos                            | 46,17 | 24,74 | 13,45 | 5,08 | 4,15 | 3,11 | 2,43 | 0,57 | 0,20 | 0,10 | 13 661   |
| Casal de Cambra                               | 51,43 | 21,88 | 10,61 | 5,90 | 4,17 | 3,50 | 1,60 | 0,47 | 0,22 | 0,22 | 4 599    |
| Colares                                       | 59,12 | 19,76 | 8,44  | 4,59 | 2,69 | 1,81 | 2,12 | 1,10 | 0,20 | 0,17 | 3 631    |
| Massamá e Monte Abraão                        | 47,57 | 28,79 | 10,40 | 4,16 | 3,59 | 2,12 | 2,42 | 0,65 | 0,21 | 0,09 | 20 309   |
| Queluz e Belas                                | 47,53 | 27,21 | 10,69 | 4,69 | 4,14 | 2,41 | 2,29 | 0,73 | 0,18 | 0,13 | 20 773   |
| Rio de Mouro                                  | 48,46 | 25,32 | 12,02 | 4,75 | 3,59 | 2,69 | 2,17 | 0,66 | 0,20 | 0,13 | 18 427   |
| São João das Lampas e Terrugem                | 55,08 | 21,02 | 9,84  | 4,65 | 2,84 | 2,84 | 2,40 | 1,07 | 0,14 | 0,13 | 7 211    |
| Sintra                                        | 55,87 | 22,20 | 9,54  | 3,90 | 2,57 | 1,96 | 2,49 | 1,08 | 0,23 | 0,14 | 13 544   |
| Sintra                                        | 49,47 | 25,29 | 11,06 | 4,71 | 3,72 | 2,47 | 2,23 | 0,70 | 0,22 | 0,14 | 150 818  |

### Sobral de Monte Agraço
| Candidato               | Candidato                | Votos | %               |
| ----------------------- | ------------------------ | ----- | --------------- |
|                         | Marcelo Rebelo de Sousa  | 1 958 | 46,38 / 100,00  |
|                         | António Sampaio da Nóvoa | 991   | 23,47 / 100,00  |
|                         | Marisa Matias            | 459   | 10,87 / 100,00  |
|                         | Edgar Silva              | 366   | 8,67 / 100,00   |
|                         | Maria de Belém Roseira   | 194   | 4,59 / 100,00   |
|                         | Vitorino Silva           | 126   | 2,98 / 100,00   |
|                         | Paulo de Morais          | 74    | 1,75 / 100,00   |
|                         | Henrique Neto            | 35    | 0,83 / 100,00   |
|                         | Jorge Sequeira           | 10    | 0,24 / 100,00   |
|                         | Cândido Ferreira         | 9     | 0,21 / 100,00   |
| Votos Inválidos         | Votos Inválidos          | 75    | 1,74 / 100,00   |
| Total                   | Total                    | 4 297 | 100,00 / 100,00 |
| Eleitorado/Participação | Eleitorado/Participação  | 8 166 | 52,62 / 100,00  |

| Freguesia              | %     | %     | %     | %     | %    | %    | %    | %    | %    | %    | Votantes |
| Freguesia              | MRS   | ASN   | MM    | ES    | MBR  | VS   | PM   | HN   | JS   | CF   | Votantes |
| ---------------------- | ----- | ----- | ----- | ----- | ---- | ---- | ---- | ---- | ---- | ---- | -------- |
| Santo Quintino         | 42,23 | 26,13 | 10,52 | 10,39 | 4,61 | 2,96 | 1,99 | 0,76 | 0,21 | 0,21 | 1 471    |
| Sapataria              | 50,04 | 21,63 | 9,77  | 6,86  | 5,41 | 3,71 | 1,05 | 0,97 | 0,24 | 0,32 | 1 271    |
| Sobral de Monte Agraço | 47,35 | 22,43 | 12,10 | 8,50  | 3,92 | 2,42 | 2,09 | 0,78 | 0,26 | 0,13 | 1 555    |
| Sobral de Monte Agraço | 46,38 | 23,47 | 10,87 | 8,67  | 4,59 | 2,98 | 1,75 | 0,83 | 0,24 | 0,21 | 4 297    |

### Torres Vedras
| Candidato               | Candidato                | Votos  | %               |
| ----------------------- | ------------------------ | ------ | --------------- |
|                         | Marcelo Rebelo de Sousa  | 18 992 | 54,90 / 100,00  |
|                         | António Sampaio da Nóvoa | 7 371  | 21,31 / 100,00  |
|                         | Marisa Matias            | 3 212  | 9,28 / 100,00   |
|                         | Maria de Belém Roseira   | 1 563  | 4,52 / 100,00   |
|                         | Edgar Silva              | 1 205  | 3,48 / 100,00   |
|                         | Vitorino Silva           | 1 000  | 2,89 / 100,00   |
|                         | Paulo de Morais          | 824    | 2,38 / 100,00   |
|                         | Henrique Neto            | 309    | 0,89 / 100,00   |
|                         | Jorge Sequeira           | 63     | 0,18 / 100,00   |
|                         | Cândido Ferreira         | 57     | 0,16 / 100,00   |
| Votos Inválidos         | Votos Inválidos          | 845    | 2,39 / 100,00   |
| Total                   | Total                    | 35 441 | 100,00 / 100,00 |
| Eleitorado/Participação | Eleitorado/Participação  | 67 352 | 52,62 / 100,00  |

| Freguesia                         | %     | %     | %     | %    | %    | %    | %    | %    | %    | %    | Votantes |
| Freguesia                         | MRS   | ASN   | MM    | MBR  | ES   | VS   | PM   | HN   | JS   | CF   | Votantes |
| --------------------------------- | ----- | ----- | ----- | ---- | ---- | ---- | ---- | ---- | ---- | ---- | -------- |
| A dos Cunhados e Maceira          | 59,79 | 18,13 | 9,57  | 3,44 | 2,32 | 2,89 | 2,57 | 0,83 | 0,25 | 0,21 | 4 452    |
| Campelos e Outeiro da Cabeça      | 65,79 | 14,18 | 9,00  | 3,02 | 1,51 | 3,28 | 2,17 | 0,66 | 0,13 | 0,26 | 1 569    |
| Carvoeira e Carmões               | 42,53 | 27,14 | 11,20 | 6,65 | 7,47 | 2,82 | 1,18 | 0,55 | 0    | 0,46 | 1 116    |
| Dois Portos e Runa                | 45,99 | 26,73 | 9,71  | 5,22 | 6,02 | 3,21 | 2,09 | 0,80 | 0,16 | 0,08 | 1 266    |
| Freiria                           | 67,04 | 13,99 | 7,98  | 3,76 | 1,13 | 2,54 | 2,63 | 0,75 | 0,09 | 0,09 | 1 097    |
| Maxial e Monte Redondo            | 48,88 | 26,31 | 8,27  | 6,51 | 4,81 | 2,44 | 1,56 | 0,68 | 0,41 | 0,14 | 1 501    |
| Ponte do Rol                      | 57,94 | 21,22 | 7,90  | 6,09 | 1,71 | 2,28 | 2,19 | 0,57 | 0,10 | 0    | 1 080    |
| Ramalhal                          | 52,43 | 19,28 | 11,75 | 5,49 | 4,34 | 3,90 | 1,92 | 0,77 | 0    | 0,13 | 1 609    |
| Santa Maria, São Pedro e Matacães | 50,71 | 23,75 | 9,68  | 4,31 | 4,66 | 2,64 | 2,82 | 1,07 | 0,22 | 0,14 | 11 865   |
| São Pedro da Cadeira              | 59,09 | 18,56 | 7,91  | 5,23 | 1,82 | 3,93 | 1,87 | 1,20 | 0,19 | 0,19 | 2 148    |
| Silveira                          | 60,18 | 18,94 | 8,61  | 3,38 | 1,82 | 3,22 | 2,51 | 0,92 | 0,21 | 0,18 | 3 887    |
| Turcifal                          | 49,89 | 24,70 | 11,25 | 5,62 | 3,49 | 2,56 | 1,92 | 0,43 | 0    | 0,14 | 1 441    |
| Ventosa                           | 59,15 | 19,96 | 7,23  | 5,41 | 2,54 | 2,49 | 2,07 | 0,89 | 0,08 | 0,17 | 2 410    |
| Torres Vedras                     | 54,90 | 21,31 | 9,28  | 4,52 | 3,48 | 2,89 | 2,38 | 0,81 | 0,18 | 0,16 | 35 441   |

### Vila Franca de Xira
| Candidato               | Candidato                | Votos   | %               |
| ----------------------- | ------------------------ | ------- | --------------- |
|                         | Marcelo Rebelo de Sousa  | 23 833  | 40,50 / 100,00  |
|                         | António Sampaio da Nóvoa | 16 368  | 27,81 / 100,00  |
|                         | Marisa Matias            | 7 567   | 12,86 / 100,00  |
|                         | Edgar Silva              | 4 503   | 7,65 / 100,00   |
|                         | Maria de Belém Roseira   | 2 975   | 5,06 / 100,00   |
|                         | Vitorino Silva           | 1 639   | 2,78 / 100,00   |
|                         | Paulo de Morais          | 1 327   | 2,25 / 100,00   |
|                         | Henrique Neto            | 403     | 0,68 / 100,00   |
|                         | Jorge Sequeira           | 144     | 0,24 / 100,00   |
|                         | Cândido Ferreira         | 92      | 0,16 / 100,00   |
| Votos Inválidos         | Votos Inválidos          | 1 289   | 2,14 / 100,00   |
| Total                   | Total                    | 60 140  | 100,00 / 100,00 |
| Eleitorado/Participação | Eleitorado/Participação  | 110 814 | 54,27 / 100,00  |

| Freguesia                                  | %     | %     | %     | %     | %    | %    | %    | %    | %    | %    | Votantes |
| Freguesia                                  | MRS   | ASN   | MM    | ES    | MBR  | VS   | PM   | HN   | JS   | CF   | Votantes |
| ------------------------------------------ | ----- | ----- | ----- | ----- | ---- | ---- | ---- | ---- | ---- | ---- | -------- |
| Alhandra, Calhandriz e São João dos Montes | 35,83 | 29,44 | 12,60 | 11,90 | 4,29 | 2,85 | 1,79 | 0,82 | 0,30 | 0,18 | 6 101    |
| Alverca do Ribatejo e Sobralinho           | 38,83 | 29,96 | 12,66 | 7,37  | 5,06 | 2,70 | 2,30 | 0,68 | 0,26 | 0,19 | 16 392   |
| Castanheira do Ribatejo e Cachoeiras       | 37,66 | 27,21 | 14,11 | 9,16  | 5,71 | 2,99 | 1,74 | 1,01 | 0,21 | 0,18 | 3 359    |
| Póvoa de Santa Iria e Forte da Casa        | 44,24 | 26,12 | 12,72 | 5,40  | 4,85 | 3,04 | 2,68 | 0,62 | 0,21 | 0,11 | 17 950   |
| Vialonga                                   | 39,48 | 25,07 | 14,62 | 9,25  | 5,71 | 2,86 | 1,92 | 0,62 | 0,30 | 0,17 | 8 231    |
| Vila Franca de Xira                        | 41,31 | 29,02 | 11,47 | 7,73  | 5,14 | 2,18 | 2,13 | 0,67 | 0,20 | 0,15 | 8 107    |
| Vila Franca de Xira                        | 40,50 | 27,81 | 12,86 | 7,65  | 5,06 | 2,78 | 2,25 | 0,68 | 0,24 | 0,16 | 60 140   |